# Politechnika Warszawska PW-5
Il PW-5 Smyk (in polacco Piccolo monello) è un aliante monoposto World Class progettato e costruito in Polonia dal politecnico di Varsavia (Politechnika Warszawska).

## Storia e sviluppo
Il PW-5 è stato progettato dal dipartimento di tecnologia dell'università, sotto la supervisione di Roman Świtkiewicz, per partecipare al concorso - poi vinto - indetto dall'International Gliding Commission (IGC) per un aliante semplice e a basso costo, da utilizzare come velivolo base per una nuova classe da competizione: la World Class.

### Il concorso World Class
Lo scopo della IGC era di creare una nuova classe che, a differenza delle altre, garantisse condizioni di parità tra i vari piloti, obbligandoli a utilizzare tutti lo stesso modello e di conseguenza eliminando il divario in termini di prestazioni tra alianti economici e costosi prototipi. L'aliante vincitore del concorso doveva quindi essere economico e dalle discrete prestazioni.
Nel novembre 1989, la IGC pubblico un invito a livello mondiale per poter studiare progetti validi per questo scopo. Già pochi mesi dopo, nel febbraio 1990, ricevette 84 specifiche di progettazione provenienti da 25 paesi. Nell'agosto del 1990, il numero delle proposte era salito a 129 con l'aggiunta di altri 20 paesi d'origine. Nel settembre 1990, dopo aver esaminato le proposte, si decise che solo 11 progetti, provenienti da 9 paesi, avrebbero partecipato alla fase finale di analisi dei prototipi. Dopo ulteriori prove e la raccolta di dati per la fabbricazione, nella primavera del 1993 la IGC dichiarò il progetto PW-5 vincitore del concorso.

### Produzione di serie
L'aliante fu inizialmente costruito da PZL nello stabilimento di Świdnik e il primo volo venne effettuato nel 1993.
Nel 2000 il team di progettazione dell'Università di Varsavia, e la società DWLKK, si sono unite creando l'azienda privata PZL-Bielsko. Fu aperto un nuovo stabilimento a Bielsko, dove venne anche progettata e prodotta una versione modificata del PW-5, chiamato B1-PW-5.
Il PW-5 non ha riscosso il successo previsto. In totale, meno di 200 PW-5 sono stati costruiti, dei quali più di 70 esportati verso gli Stati Uniti, dove è risultato più gradito. Le sue prestazioni sono ridotte, e paragonabili a quelle di un aliante vintage come lo Schleicher Ka 6.
La struttura è costruita con criteri moderni, tutta in materiali compositi di vetro-resina epossidica. Esiste anche una versione di aliante biposto derivato dal PW-5, il PW-6.